# Miastko (stacja kolejowa)
Miastko – stacja kolejowa w Miastku, w województwie pomorskim, w Polsce, na linii kolejowej nr 405, łączącej stację Piła Główna z Ustką. Według klasyfikacji PKP ma kategorię dworca lokalnego. Dawniej była to stacja węzłowa, odgałęziała się tu linia w stronę Bytowa, została ona jednak rozebrana w roku 1945.

## Ruch pasażerski
| Rok  | Wymiana pasażerska na dobę |
| ---- | -------------------------- |
| 2017 | 100-149                    |
| 2022 | 200-299                    |
| 2023 | 200 - 299                  |

## Połączenia[5]
- Słupsk
- Szczecinek
- Chojnice

## Zabudowania dworcowe

### Budynek główny
Ceglany budynek z 1904 r. utrzymany w stylu neogotyckim.

### Stacja wodna
Wieża wybudowana na potrzeby kolei. Znajduje się w pobliżu głównego budynku dworca kolejowego, po przeciwnej stronie torów, poniżej dzisiejszej ulicy Kolejowej, od której oddzielona jest murem oporowym.

#### Historia
Wieża została zbudowana w 1900 roku. Miała za zadanie zaopatrywać w wodę trakcyjną parowozy i obiekty parowozowni oraz w wodę technologiczną stację kolejową. W latach 80. XX w. wieża została podłączona do miejskich wodociągów i odgrywała rolę zbiornika rezerwowego i wieży ciśnień wyrównującej ciśnienie w sieci miasta.

#### Budowa
Wieża ma budowę trzykondygnacyjną, zbudowana została z cegły i wznosi się na wysokość 13,89 m. Została wybudowana w formie kolumny dwumodułowej. Konstrukcja została umieszczona na rzucie zwartych ze sobą dwóch ośmiokątów foremnych. W najwyższej kondygnacji znajduje się zbiornik wody. Głowicę wieży (przebudowaną w 1968 roku) pokrywa wielopołaciowy dach o niewielkim spadku i wydatnym okapie. W co drugim polu, między narożnymi lizenami, umieszczono otwory okienne. Przy połączeniu trzonu wieży z głowicą znajduje się kostkowy, schodkowy, arkadowy gzyms. Wejście do wieży umieszczono po północnej stronie

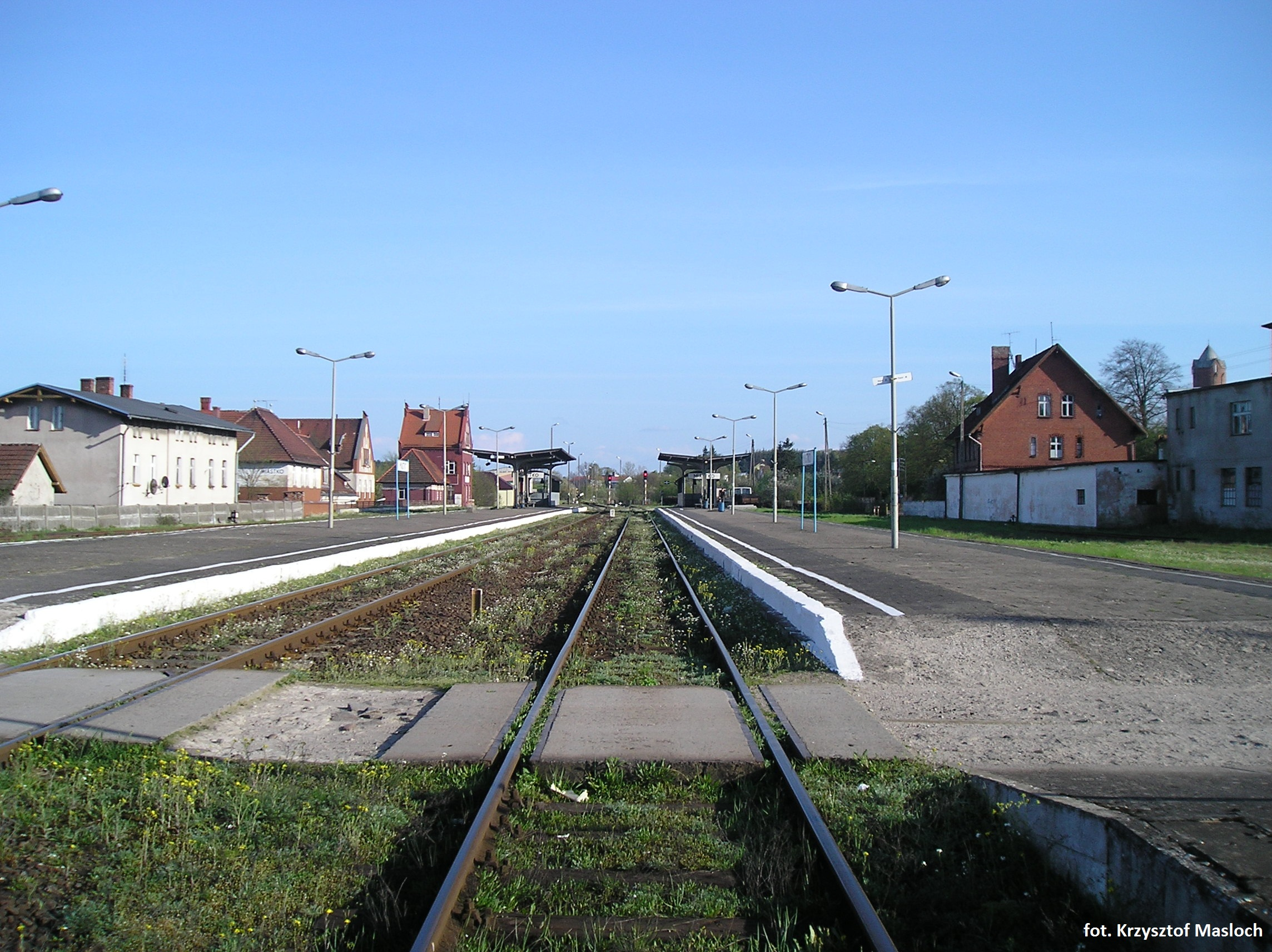
Peron 1 (po lewej) oraz 2 (po prawej), widok w stronę Szczecinka